# Natachtari (plaats)
Natachtari (Georgisch: ნატახტარი) is een dorp in de Georgische regio Mtscheta-Mtianeti. Het dorp is gesitueerd in de Moechrani-vallei op de rechteroever van de Aragvi-rivier en ligt acht kilometer ten noorden van de historische stad Mtscheta en dertig kilometer van het centrum van Tbilisi.
Natachtari is de naamgever van het bier Natakhtari dat in de lokale brouwerij Natachtari wordt geproduceerd. Het bedrijf maakt onder dezelfde merknaam frisdrank, dat vooral bekend is van de Georgische targoendrank.

## Toponiem
Natachtari stond oorspronkelijk bekend als Safoertsle, wat staat voor een lokale variëteit van een moerbei die hier groeide. De naam komt voor in historische bronnen uit de tweede eeuw.

## Geschiedenis
Archeologische opgravingen in de directe omgeving van het dorp bevestigden de historische aanwezigheid van menselijke activiteit met de vondst van artefacten, graftombes en overblijfselen van gebouwen die teruggaan tot de bronstijd.
Volgens historische documenten werd hier in de tweede eeuw een Alaans leger verslagen door de laatste Parnavazische koning Amazasp II van Iberië. De Alanen waren via Dvaleti, een voormalige noord-Georgische regio, het koninkrijk binnengetrokken. In de vierde eeuw zou de heilige Nino in Natachtari lokale herders bekeerd hebben naar het christendom.

## Demografie
Volgens de volkstelling van 2014 had Natachtari 1234 inwoners. Het dorp was toen vrijwel geheel mono-etnisch Georgisch (98,7%), en kende slechts enkele Osseetse, Russische en Assyrische inwoners.
| Aantal                                                       | 278 | 327 |  | 1191 | 1234 |
| Verantwoording data: 1911, 1923, volkstellingen 2002 en 2014 |     |     |  |      |      |

## Bezienswaardigheden
Ten zuiden van het lokale vliegveld staat in het akkerland een hallenkerk van ongeveer zes bij tien meter, die in 2011 op basis van toen bekende informatie is gereconstrueerd op de plek van de ruïnes van de oorspronkelijk vroegmiddeleeuwse kerk. In het centrum van het dorp staat een 19e-eeuwse kerk.

## Vervoer
Door Natachtari passeert de Georgische Militaire Weg, een historische route door de Grote Kaukasus tussen Tbilisi en Vladikavkaz in Rusland. De weg staat ook bekend onder het Georgische wegnummer S3 en is onderdeel van de Europese weg 117.
Aan de westkant van het dorp ligt het vliegveld Natachtari, een klein particulier vliegveld waarvandaan binnenlandse vluchten vertrekken naar Mestia en Ambrolaoeri.